# Unión Femenina de Chile
Unión Femenina de Chile var en förening för kvinnor i Chile, verksam 1928-1935. 
Föreningen grundades efter firandet av reformen som gav kvinnor rätt att studera på universitetet 1877. Den verkade för kvinnors rättigheter till utbildning, yrkesverksamhet och välfärd, och stödde även rösträtten. 